# Lythrodes tripunctata
Lythrodes tripunctata là một loài bướm đêm trong họ Noctuidae.